# 543-тя гренадерська дивізія (Третій Рейх)
543-тя гренадерська дивізія (Третій Рейх) (нім. 543. Grenadier-Division) — гренадерська піхотна дивізія Вермахту за часів Другої світової війни.

## Історія
543-тя гренадерська дивізія сформована 10 липня 1944 року в ході 29-ї хвилі мобілізації на навчальному центрі Мюнзінген (нім. Truppenübungsplatz Münsingen) у 5-му військовому окрузі, як «дивізія-тінь» (нім. Schatten-Division). Формування здійснювалося на фондах піхотної дивізії «Мюнзінген». Але вже 18 липня усі підрозділи 543-ї гренадерської дивізії були передані на доукомплектування 78-ї гренадерської дивізії.

## Райони бойових дій
- Німеччина (липень 1944)

## Командування

### Командири
- генерал-лейтенант Карл Леврік (нім. Karl Löwrick) (10 — 18 липня 1944).

### Підпорядкованість
| Час    | Корпус     | Армія      | Група армій (округ) | Штаб                       |
| ------ | ---------- | ---------- | ------------------- | -------------------------- |
| 1944   |            |            |                     |                            |
| липень | формування | формування | формування          | Навчальний центр Мюнзінген |

### Склад
| 1944                                      |
| ----------------------------------------- |
| 1079-й гренадерський полк                 |
| 1080-й гренадерський полк                 |
| 1081-й гренадерський полк                 |
| 1543-й артилерійський полк                |
| 1543-й протитанковий дивізіон             |
| 1543-й інженерний батальйон               |
| 1542-й фузилерний батальйон               |
| 1543-тя рота зв'язку                      |
| 1543-те дивізійне управління забезпечення |